# Clistopyga jakobii
Clistopyga jakobii är en stekelart som beskrevs av Alfred Byrd Graf 1985. Clistopyga jakobii ingår i släktet Clistopyga och familjen brokparasitsteklar. Inga underarter finns listade i Catalogue of Life.